# 大城基志
大城 基志（おおしろ もとし、1987年8月20日 - ）は、沖縄県国頭郡宜野座村出身の元アマチュア野球選手（投手）。左投左打。

## 経歴
宜野座高時代、3年時の夏は沖縄県予選で1試合18奪三振の県記録を樹立するが、準々決勝で敗れ、甲子園出場は果たせなかった。
高校卒業後は、九州地区大学野球連盟に加盟する名桜大学に進学。入学直後の1年時春と4年時春に、九州地区大学野球選手権大会で準優勝と後1勝で神宮というところで2度涙を呑んだ。特に4年時春は、日本文理大学の古川秀一と投げ合い、4－3と1点差で敗戦している。
大学卒業後、2010年にJX-ENEOSに入社。1年目の春から公式戦に出場。同年の第65回JABA東京スポニチ大会では、新人賞を獲得した。同年夏の第81回都市対抗野球大会ではチームは予選で敗退するも、大城自身は三菱重工横浜の補強選手として出場。3試合に登板し6回を自責点1と好投し同チーム初の4強入りに貢献した。同年秋の第37回社会人野球日本選手権大会でも3試合に登板し、20回を自責点2に抑え2勝（1敗）を挙げ、JX-ENEOSの4強入りの原動力となった。
2011年、第66回JABA東京スポニチ大会の日本新薬戦では、8回途中を無失点に抑え9奪三振を記録する力投を見せた。チームは決勝進出を果たし、NTT西日本と対戦していたが、1回途中で東北地方太平洋沖地震が発生したためノーゲームとなり、両チームが優勝となった。
同年の第82回都市対抗野球大会予選の2次予選には、第1代表決定戦に3番手として登板し、4安打無失点に抑え代表権獲得に貢献した。しかし夏以降調子を落とし、都市対抗1回戦でも先発を任されるも4回途中5失点と炎上し敗戦投手となった。
2012年、第83回都市対抗野球大会では、4試合16回を投げ自責点1の好成績で2勝を挙げチーム10度目の優勝に貢献し、最優秀選手賞にあたる橋戸賞を獲得した。また、同年秋の第38回社会人野球日本選手権大会でも3試合16回を投げ自責点2で3勝を挙げ、チームの優勝に大きく貢献し最高殊勲選手賞を獲得した。
2013年、第84回都市対抗野球大会では準決勝の完投勝利を含む5試合全てに登板し、51年ぶりの連覇に大きく貢献。昨年に続き橋戸賞を獲得した。都市対抗野球大会において2年連続での橋戸賞獲得は1951-52年の松井実内野手（全鐘紡、日本生命に補強）以来61年ぶり2人目の快挙。また、日本選手権とあわせて3季連続のMVPは史上初の快挙であった。
NPBドラフト会議では、2011年度以降指名候補といわれるものの指名には至らず、28歳となった2015年度ではスポーツ紙などでも指名候補に名前が載ることはなくなった。
2016年は故障のため公式戦の登板はなかった。
2018年限りで現役を引退し退部した。以降は社業に専念。
2023年、ENEOS野球部の投手コーチに就任した。

## プレースタイル・人物
小柄なスリークォーター左腕。最速143km/h、常時130km/h台のストレートと、キレ味鋭い宜野座カーブや縦と斜めの2種類のスライダー、チェンジアップ、SFFなどの変化球をコーナーに投げ込む。テイクバックが速く球の出所の見えづらいフォームなので、バッターからはストレートと変化球の見極めが難しく打ちづらい。フィールディングや牽制の技術も長けている。

## 主な表彰・タイトル
- 第65回JABA東京スポニチ大会（2010年）新人賞
- 第83回都市対抗野球大会（2012年）橋戸賞
- 第38回社会人野球日本選手権大会（2012年）最高殊勲選手賞
- 第84回都市対抗野球大会（2013年）橋戸賞
- 社会人ベストナイン投手　1回（2012年）

## 日本代表キャリア
- 第26回アジア野球選手権大会日本代表（2012年）
- 第6回東アジア競技大会野球日本代表（2013年）